# Cardioloog
Een cardioloog of cardiologe is een medisch specialist op het gebied van de cardiologie. Cardiologen behandelen hartziekten zoals hartfalen, hartinfarct, en hartritmestoornissen. 
Enkele bekende cardiologen zijn
- Robert Atkins
- Menno Baars
- Arend Jan Dunning
- Dirk Durrer
- Herre Kingma
- Thomas Lewis
- Angela Maas
- Harriette Verwey
- Hein Wellens
- Janneke Wittekoek

In Nederland is de cardiologie een relatief jong specialisme; de eerste cardiologen deden hier pas halverwege de twintigste eeuw hun intrede. Willem Einthoven (1860-1927), die een Nobelprijs voor de geneeskunde ontving voor zijn werk aan het elektrocardiogram, was dan ook wel arts, maar geen cardioloog. De cardiologie ontwikkelt zich razendsnel in allerlei deelspecialisaties waaronder interventiecardiologie, cardiogenetica, congenitale cardiologie en elektrocardiologie. 